# Dioptrischer Apparat

Schematischer Aufbau eines Wirbeltierauges mit seinen optisch wirksamen Bestandteilen

Unter dem dioptrischen Apparat (griech.: dioptron „Mittel zum Durchsehen“) versteht man in der physiologischen Optik den lichtbrechenden Teil des visuellen Systems von Lebewesen, unter dem man die optisch wirksamen (refraktiven) Bestandteile eines Auges zusammenfasst. Sie werden auch als brechende Medien bezeichnet. Dieses nicht exakt zentrierte Linsensystem findet sich mit unterschiedlichem Aufbau bei den Linsenauge der Wirbeltiere und Kopffüßer, sowie in den Komplexaugen der Gliederfüßer. Zum dioptrischen Apparat zählen die Hornhaut, die Linse, der Glaskörper, sowie das Kammerwasser der vorderen und hinteren Augenkammer. Art und Ausmaß ihrer Lichtbrechung sorgen für eine bestmögliche Abbildung auf der Netzhaut und somit Sehschärfe. Unterschiedliche Ursachen können zu Abbildungsfehlern und damit zu einer verminderten visuellen Wahrnehmungsqualität führen.
In Abhängigkeit von der Spezies gibt es zudem Mechanismen, das Auge auf verschiedene Objektentfernungen einzustellen (Akkommodation). Des Weiteren sind ihre Brechungsverhältnisse der optischen Dichte der jeweils vorherrschenden Umgebungsmedien (Luft, Wasser) angepasst.

## Grundlagen

Vereinfachte grafische Darstellung der brechenden Medien bei einem emmetropen Auge

Einfallende Lichtstrahlen von betrachteten Objekten werden beim Eintreten in das Auge mehrfach gebrochen, zuerst durch die Hornhaut, dann durch das Kammerwasser, in der Folge durch Vorder- und Rückseite der Linse und den Glaskörper. Als Blende zur Regulation des Lichteinfalls fungiert die Pupille. Bei einem "rechtsichtigen" (emmetropen) Auge wird so ein betrachtetes Objekt verkleinert und umgekehrt exakt auf die Netzhautebene projiziert. Die Brechungsindizes der einzelnen Medien sind dabei jeweils unterschiedlich, ebenso wie die Krümmungsradien deren Grenzflächen und ihrer Abstände voneinander.  Zur Verdeutlichung dieses optischen Systems entwickelte der schwedische Mediziner Allvar Gullstrand das Modell eines sogenannten Normalauges oder auch reduzierten Auges, das auf der Auswertung vieler normalsichtiger Augen beruhte und anatomische Eigenheiten in ein optisches System umzusetzen half.
Das Auge hat im entspannten, akkommodationslosen Zustand (Ferneinstellung) eine Brechkraft von etwa 59 Dioptrien (Abkürzung: dpt), was einer Brennweite von 17 mm entspricht. Davon entfallen auf die Hornhaut rund 43 dpt, auf die Linse zwischen 19 und 33 dpt. Die maximal mögliche Brechkraftänderung wird als Akkommodationsbreite bezeichnet. Diese gibt den Bereich zwischen individuellem Nah- und Fernpunkt an, zwischen denen das Auge Objekte scharf sehen kann.

## Optische Fehler, Veränderungen der Brechungsverhältnisse

Schema der Lichtbrechung eines kurzsichtigen Auges bei Fernfixation (oben) und eines weitsichtigen, akkommodationslosen Auges bei Nahfixation (unten).

Abweichungen von der Idealform der Emmetropie führen zu optischen Fehlsichtigkeiten (auch: Brechungsfehler oder Ametropie). Sie sind in der Regel nicht krankhaft, sondern stellen eine funktionelle Beeinträchtigung dar. Es gibt gleichwohl auch pathologische Ursachen. Die verbreitetsten Formen sind Kurzsichtigkeit und Weitsichtigkeit. Sie sind meist auf ein Missverhältnis zwischen der Länge des Auges und seiner Brechkraft zurückzuführen, weshalb sie auch axiale Brechungsfehler oder Achsenametropien genannt werden. Bei zu langem Augapfel liegt der Brennpunkt bei fernen Objekten vor der Netzhaut. Die Abbildung ist unscharf. Bei zu kurzem Augapfel muss bei Objekten in der Ferne und Nähe akkommodiert werden, um den Brennpunkt auf der Netzhaut zu platzieren und so eine scharfe Abbildung zu erreichen.
Ein weiterer Brechungsfehler ist die Hornhautverkrümmung, Stabsichtigkeit oder Astigmatismus. Strukturelle oder topografische Veränderungen von Hornhaut oder Linse verzerren hier die Abbildung. Die von einem Objektpunkt ausgehenden Lichtstrahlen werden im Auge nicht in einem Brennpunkt gebündelt, sondern in einer Linie abgebildet.
Die Akkommodationsbreite nimmt im Laufe des Lebens durch zunehmenden Elastizitätsverlust der Linse langsam ab und führt schließlich zur Alterssichtigkeit (Presbyopie). Die Folge ist eine Verschiebung des Nahpunktes vom Auge weg in die Ferne.
Einen massiven Eingriff in die Wirkungsweise des dioptrischen Apparates stellt die operative Entfernung der Linse, beispielsweise bei einem Grauen Star, dar. Sie wird deshalb in den meisten Fällen durch ein künstliches Implantat ersetzt, um die fehlende Brechkraft der natürlichen Linse auszugleichen. Gleiches gilt für eine Entfernung der Hornhaut und deren Ersatz durch ein Transplantat.
Das menschliche Auge ist an den Brechungsindex von Luft angepasst. Ändert sich der Brechungsindex des das Auge umgebenden Mediums, bspw. beim Tauchen im Wasser, so hat dies ebenfalls eine Verschlechterung der Abbildungsqualität und somit der Sehschärfe zur Folge.